# Gioja (Mondkrater)
Gioja ist ein Einschlagkrater auf dem Mond in der Nähe des Mondnordpols. Er liegt südwestlich von Byrd auf der Vorderseite.